# Раштат
Рашта́т (нім. Rastatt) — місто в Баден-Вюртемберзі (Німеччина), приблизно за 22 км на південний захід від Карлсруе та приблизно за 12 км на північ від Баден-Бадена, 50 165 мешканців (31 грудня 2020).
Раштат розташований на Верхньорейнській рівнині що має тут ширину 30 км та межує зі Шварцвальдом на сході та французькими Вогезами на заході. 
Найвища точка міста — 130,0 м, найнижча — 110,5  м над рівнем моря. 
На заході Рейн утворює межі міста та кордон із Францією (Ельзас, регіон Гранд-Ест). 
Мург тече з південного сходу на північний захід через міську територію і впадає в Рейн у крайній північній точці.

## Історія

### До XVIII ст.
Раштат вперше згадується в документі з монастиря Гірзау близько 1084 року як Rasteten. 16 жовтня 1404 року король Рупрехт зробив місто ринковим. 
З 1500 року місто як частина Бадена у складі Швабського імперського округу.
24 серпня 1689 року Раштат був спалений французькими військами під час війни за Пфальцьку спадщину і майже повністю зруйнований. 
З реконструкцією поселення мисливський будиночок був побудований в 1697 року маркграфом Людвігом Вільгельмом, який наказав перетворити мисливський будиночок на резиденцію, замок Раштат, в 1699 році. 
Близько 1700 року Раштат здобув права міста .
Під час війни за іспанську спадщину в 1707 році маршал Вілар окупував місто та зруйнував його укріплення 
. 
Війна за іспанську спадщину була завершена Раштатським миром 1714 року. На знак подяки за мир маркграфиня Франциска Сібілла Августа наказала своєму придворному архітектору Йоганну Міхаелю Людвігу Рореру побудувати копію каплиці Айнзідельн в Раштаті в 1715 році.
Раштатський палацовий комплекс був розширений і залишався резиденцією Баден-Баденського маркграфства до 1771 року. Потім територія у спадок перейшла до маркграфства Баден-Дурлах. Раштат більше не був містом-резиденцією, але він довгий час залишався містом баденського гарнізону. 
Перші спроби індустріалізації зазнали невдачі. Раштат майже став університетським містом в 1776 році , але плани щодо Раштатського університету були скасовані через брак грошей.
У 1797-1799 рр. у Раштатті збирався Раштатський конгрес, який мав на меті виконати резолюції Кампо-Формійського миру. Йшлося про вирішення конфлікту між Французькою республікою в особі Наполеона Бонапарта та імператором Священної Римської імперії Францом II. Всього під час Раштатського конгресу відбулося 97 зустрічей між Францією та Пруссією за участю Австрії. Вбивство посланника в Раштатті вночі 29 квітня 1799 року поклало кінець мирним перемовинам між Францією та Австрією.

### ХІХ століття
Навіть після переходу до Баден-Дурлаха Раштат був місцем розташування адміністрації району, який належав до округу Мург, управління якого також знаходилася в Раштаті. З 1832 року окружне управління Раштата належало до округу Середній Рейн, штаб-квартира якого також була в Раштаті до 1847 року.
11 травня 1849 року повстання у федеральній фортеці Раштатт поклало початок третьому повстанню Баденської революції, яке завершилося 23 липня 1849 року капітуляцією революціонерів у фортеці.
У 1863 році окружне управління Раштатт увійшло до складу округу Баден-Баден, який був скасований лише в 1939 році. Відтоді Раштат є центром однойменного округу, який був заснований у той час і який досяг свого нинішнього розміру під час районної реформи 1 січня 1973 року.

### ХХ століття
Під час бомбардування станції та її околиць 7 січня 1945 року скинуто близько 257 тонн. Оскільки бомби були кинуті з великої висоти над хмарами, приблизно дві третини впали на відкриту землю на полі Реттерерберг. Тим не менш, було завдано значних пошкоджень залізничній станції та вулицям Бангофштрассе, Постштрассе та Бісмаркштрассе, які були майже повністю зруйновані. Загалом пошкодження внаслідок війни становили 30% житлового фонду.
Загалом Раштат був зруйнований на 9,1%, 51 людина загинула від авіанальотів і обстрілів.
У 1946-1954 рр. близько двадцяти серйозних кримінальних проваджень (так звані Раштатські процеси ) відбулися аід орудою Генерального трибуналу французької військової адміністрації на основі Закону Контрольної ради № 10 за злочини проти іноземних робітників і в’язнів у менших таборах Франції. 
У післявоєнний період транзитний табір Раштат був великим табором для біженців від радянської влади та переміщених осіб, переважно зі Східної Європи, який планувався як тимчасовий об’єкт, але проіснував до 1957 року.

## Клімат
| Клімат Раштату (1991-2020)                 | Клімат Раштату (1991-2020) | Клімат Раштату (1991-2020) | Клімат Раштату (1991-2020) | Клімат Раштату (1991-2020) | Клімат Раштату (1991-2020) | Клімат Раштату (1991-2020) | Клімат Раштату (1991-2020) | Клімат Раштату (1991-2020) | Клімат Раштату (1991-2020) | Клімат Раштату (1991-2020) | Клімат Раштату (1991-2020) | Клімат Раштату (1991-2020) | Клімат Раштату (1991-2020) |
| Показник                                   | Січ.                       | Лют.                       | Бер.                       | Квіт.                      | Трав.                      | Черв.                      | Лип.                       | Серп.                      | Вер.                       | Жовт.                      | Лист.                      | Груд.                      |                            |
| Середня температура, °C                    | 2,6                        | 3,5                        | 7,1                        | 11,1                       | 15,3                       | 18,7                       | 20,5                       | 19,9                       | 15,6                       | 11,1                       | 6,4                        | 3,4                        |                            |
| Середня кількість сонячних годин на місяць | 49,1                       | 76,8                       | 133,7                      | 187                        | 209,3                      | 229                        | 243,5                      | 227,1                      | 166,1                      | 100,9                      | 51,1                       | 37,1                       | 1710,8                     |
| Норма опадів, мм                           | 72.0                       | 64.2                       | 68.2                       | 55.2                       | 87.2                       | 82.7                       | 84.5                       | 78.3                       | 67.0                       | 79.1                       | 80.4                       | 88.2                       |                            |
| ------------------------------------------ | -------------------------- | -------------------------- | -------------------------- | -------------------------- | -------------------------- | -------------------------- | -------------------------- | -------------------------- | -------------------------- | -------------------------- | -------------------------- | -------------------------- | -------------------------- |

## Економіка та транспорт

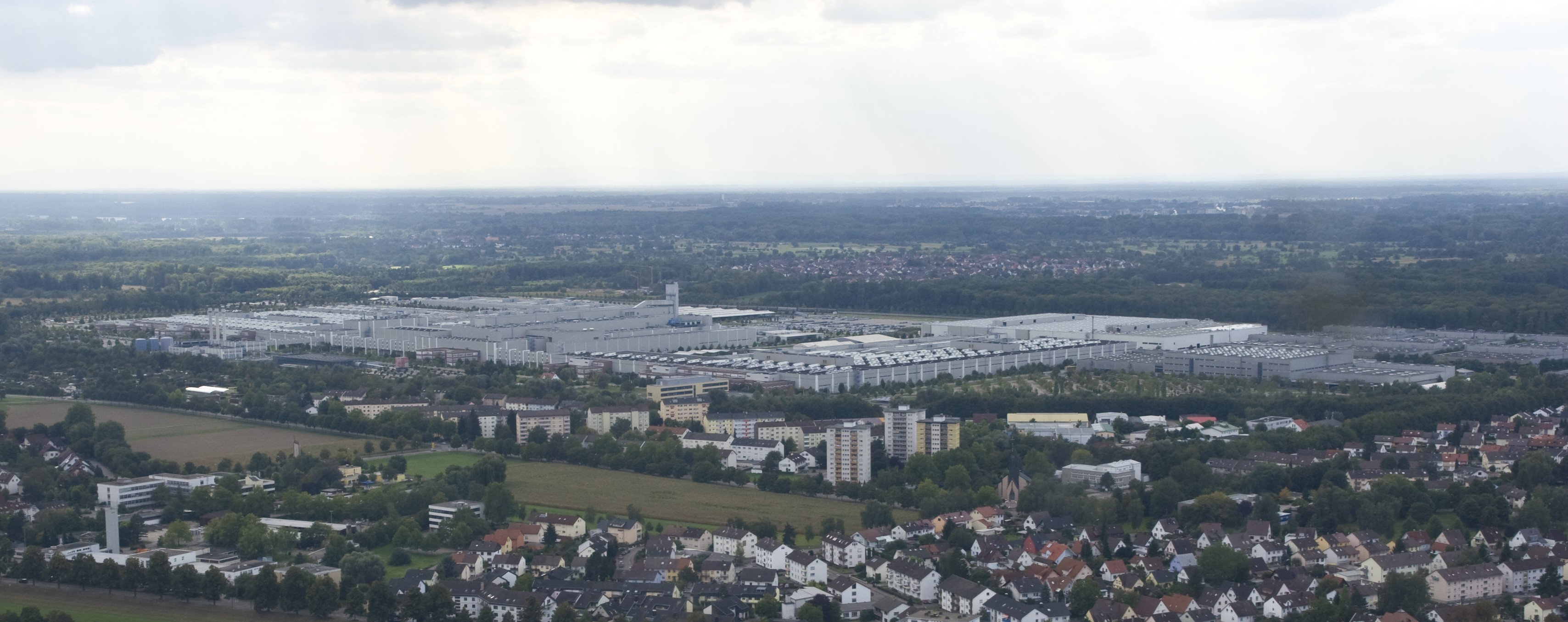
Завод Mercedes-Benz Rastatt

### Економіка
На середину 2020-х найважливішим роботодавцем є місцевий завод Mercedes-Benz Daimler AG. 
Завод Mercedes-Benz Rastatt був відкритий в 1992 році, де E-Class виготовлявся як перша модель до 1996 року. 
Завод у Раштатті є центром компетенції компактних автомобілів Mercedes-Benz. 
Серійне виробництво A-класу було розпочато в 1997 році, а до 2004 року було продано 1,1 мільйона автомобілів. 
Потім з’явилося друге покоління, яких випустили понад мільйон автомобілів. 
У 2005 році B-клас був доданий як наступна модель. 
Три з п'яти моделей у двох класах виробляються в Раштатті. 
16 листопада 2012 року тримільйонний компактний автомобіль покинув завод. 

Різноманітні постачальники для автомобільної промисловості також розташовані в Раштатті.
Раштат також є домом для розробки та виробництва Siemens. 
Тут працює близько 750 осіб. 

Крім того, штаб-квартира компанії Maquet, дочірньої компанії шведської групи Getinge AB і однієї з провідних світових медичних технологічних компаній, була в Раштатті. 
 
Компанія Maquet була ліквідована та повністю інтегрована в групу Getinge. 
Зараз підприємством у Раштатті керує Getinge Deutschland GmbH. 
Назва Maquet продовжує бути брендом Getinge.
Виробник пневматичної зброї Diana був заснований в Раштаті в 1890 році і вироблявся на цьому місці до 2015 року. 
У 1988 році німецька спортсменка Сільвія Шпербер завоювала золоту олімпійську медаль з гвинтівки «Діана» .
Компанія Hauraton виробляє дренажні канали з бетону та пластику, які використовуються в основному в цивільному будівництві. 
Штаб-квартира знаходиться в Раштаті, основне виробництво — в сусідньому Отіггаймі.
Місцева пивоварня C. Franz, яка існує з 1842 року, входить до групи Pforzheimer Scheidtweiler.

### Транспорт

#### Автомобільний
Раштат має два прямі сполучення з федеральною трасою А5 Базель — Карлсруе. 
Через місто також прокладен федеральні траси А3 і 36.
Вінтерсдорфський міст через Рейн названий на честь сусіднього району Раштатт, але розташований у районі Іффецгайм. Цей старий залізничний міст, по якому зараз можуть проїхати автомобілі вагою до 7,5 т, пішоходи та велосипедисти, забезпечує сполучення з французьким містом Бенайм.

### Залізничний та автобусний транспорт
Станція Раштат — вузлова на залізничних лініях Мангайм — Базель, Мангайм — Раштат, Раштат — Фройденштадт і Вінтерсдорф — Раштат. 
Станцію обслуговують служби RE Карлсруе — Раштат — Оффенбург — Констанц (Шварцвальдбан) і RE Карлсруе — Раштатт — Оффенбург — Базель. 
Крім того, численні лінії RB та послуги штадтбану AVG сполучають Раштат із регіоном. 
Раштат також є відправною точкою Мургтальбану до Фройденштадт у Шварцвальді. 
Станція також є транзитним пунктом для найважливішого транс'європейського залізничного транспортного коридору, маршруту долини Рейну, з до 200 вантажними поїздами на день у кожному напрямку. 

Раштатський тунель завдовжки 4270 м у майбутньому буде пропускати наскрізний трафік на маршруті Райнтальбану. Початок будівництва тунелю — 2016 р. 
12 серпня 2017 року полотно просіло над уже завершеним східним тунелем, через що залізниця була закрита на кілька тижнів. 

Подальші роботи, необхідні після обвалення, призвели до відстрочки завершення будівництва, яке було заплановане на 2022 рік, на кілька років до, ймовірно, 2026 року. 

Місцевий громадський транспорт (ÖPNV) також має кілька автобусних ліній, які обслуговують міську територію та околиці. 
У неробочий час працює маршрутне таксі.

#### Пором
На Рейні в районі Пліттерсдорф є пристань для човнів. 
Пором Пліттерсдорф — Зельц курсує від цього берега через Рейн до маленького французького містечка Зельц . 
Пором не працював з 27 серпня 2005 року через аварію на судні. 
Поновлення роботи відбулося 11 вересня 2010 року.

#### Повітряний транспорт
Приблизно за 1,5 км на північ від центру розташований планерний аеродром Раштат.

## Пам'ятки

### Будівлі

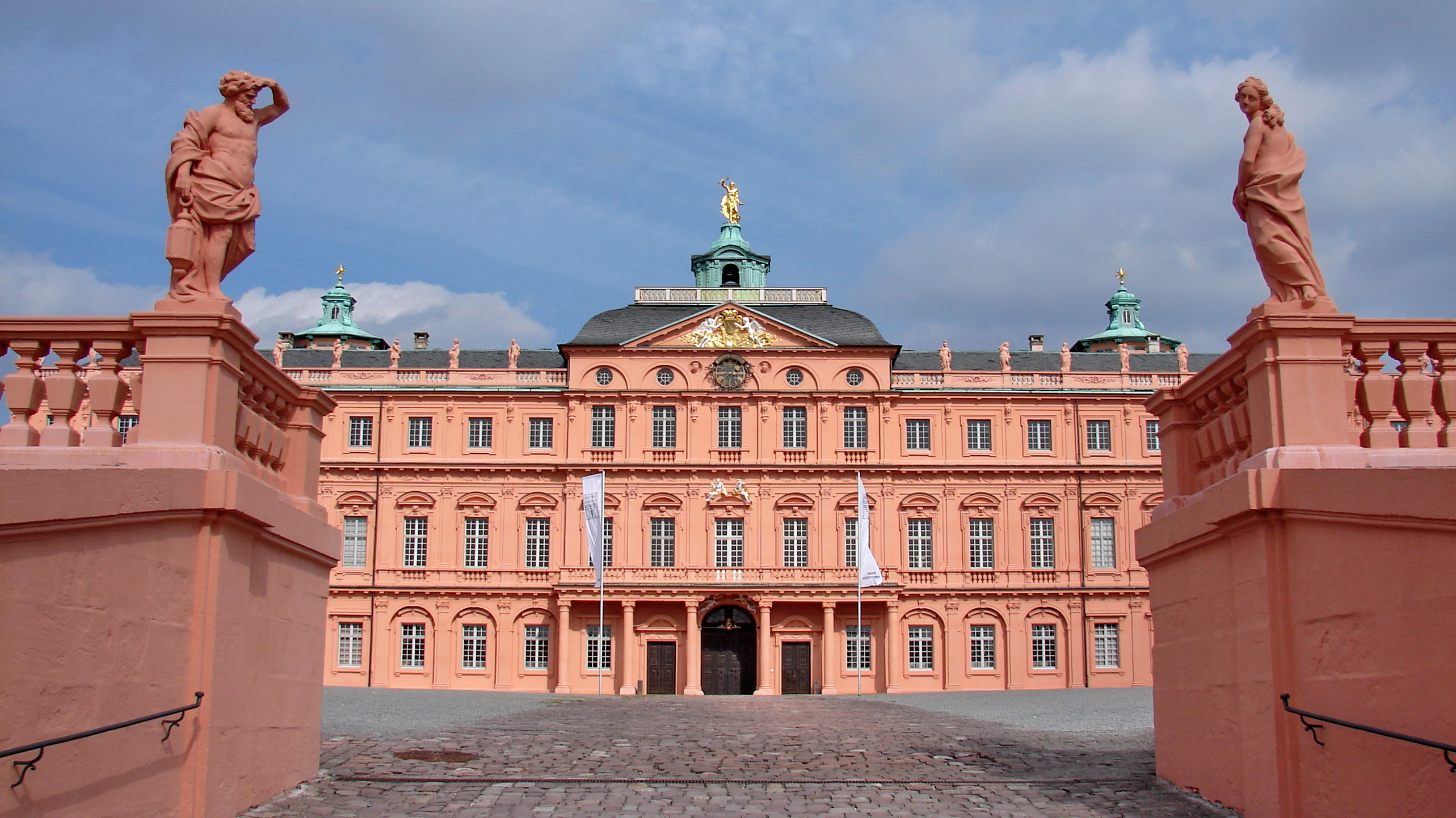
Раштатський палац

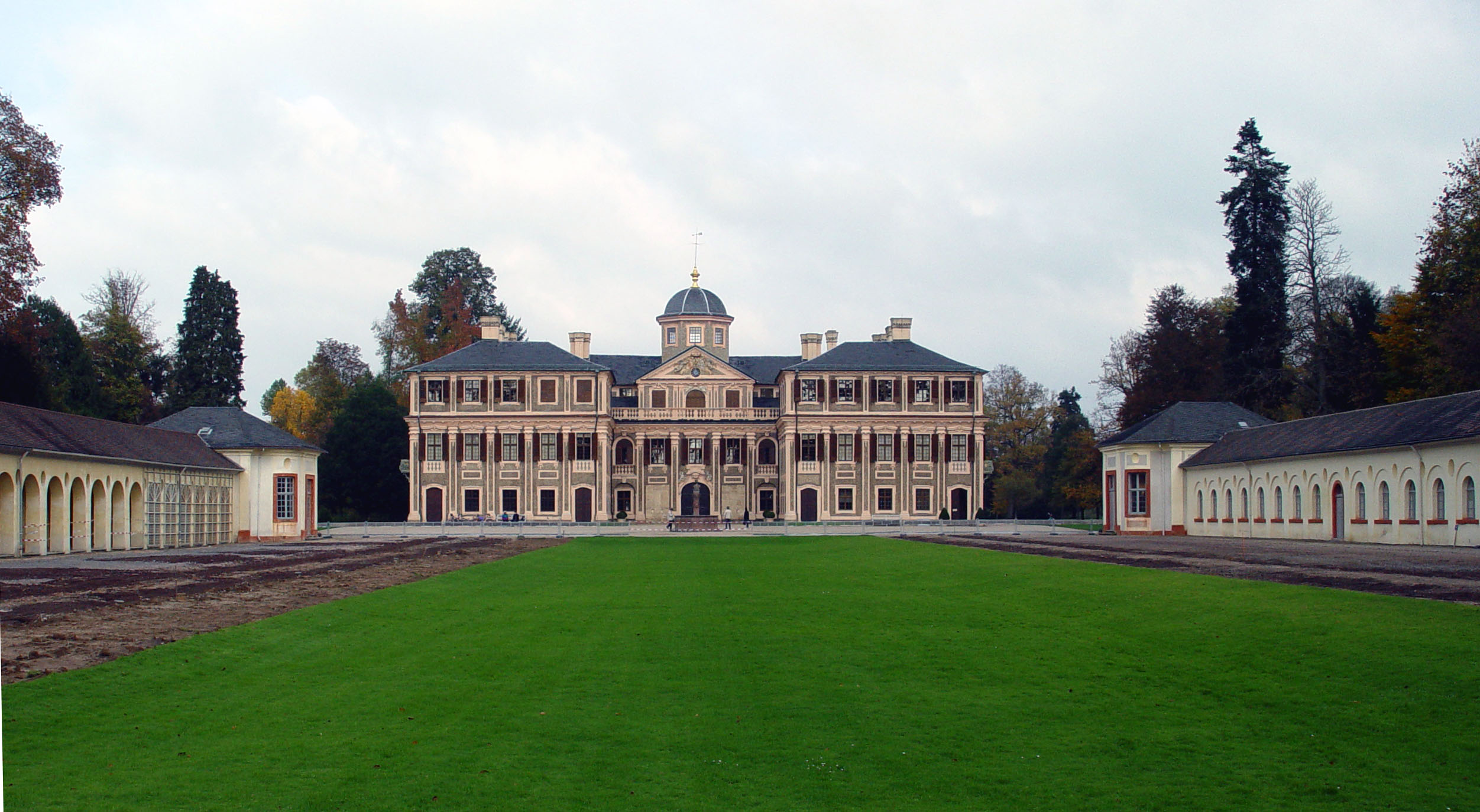
Палац Фаворит

Провідною пам'яткою міста є величний резиденційний палац маркграфів Баден-Бадена. 
У 1698 році маркграф Людвіг Вільгельм (1655–1707), заклав перший камінь для будівництва мисливського будиночка в Раштаті. 
З 1700 року його було розширено до представницької резиденції.
Серед інших пам'яток:
- Палац Фаворит;
- Каплиця Айнзідельн[de];
- Пагода палацу[de];
- Костел Бернарда[de];
- Євангельська міська церква[de];
- Католицький міський костел Св. Олександра[de];
- Історична ратуша;
- Водонапірна вежа[de];
- Каземати, брама та інші залишки Раштатської фортеці[de];
- Будинок Россі[de];
- Фруктовий зал[de];
- Також варто побачити рибальський вітрильник Heini у заплавах Рейну та поромну переправу Пліттерсдорф — Зельц[de] через Рейн.

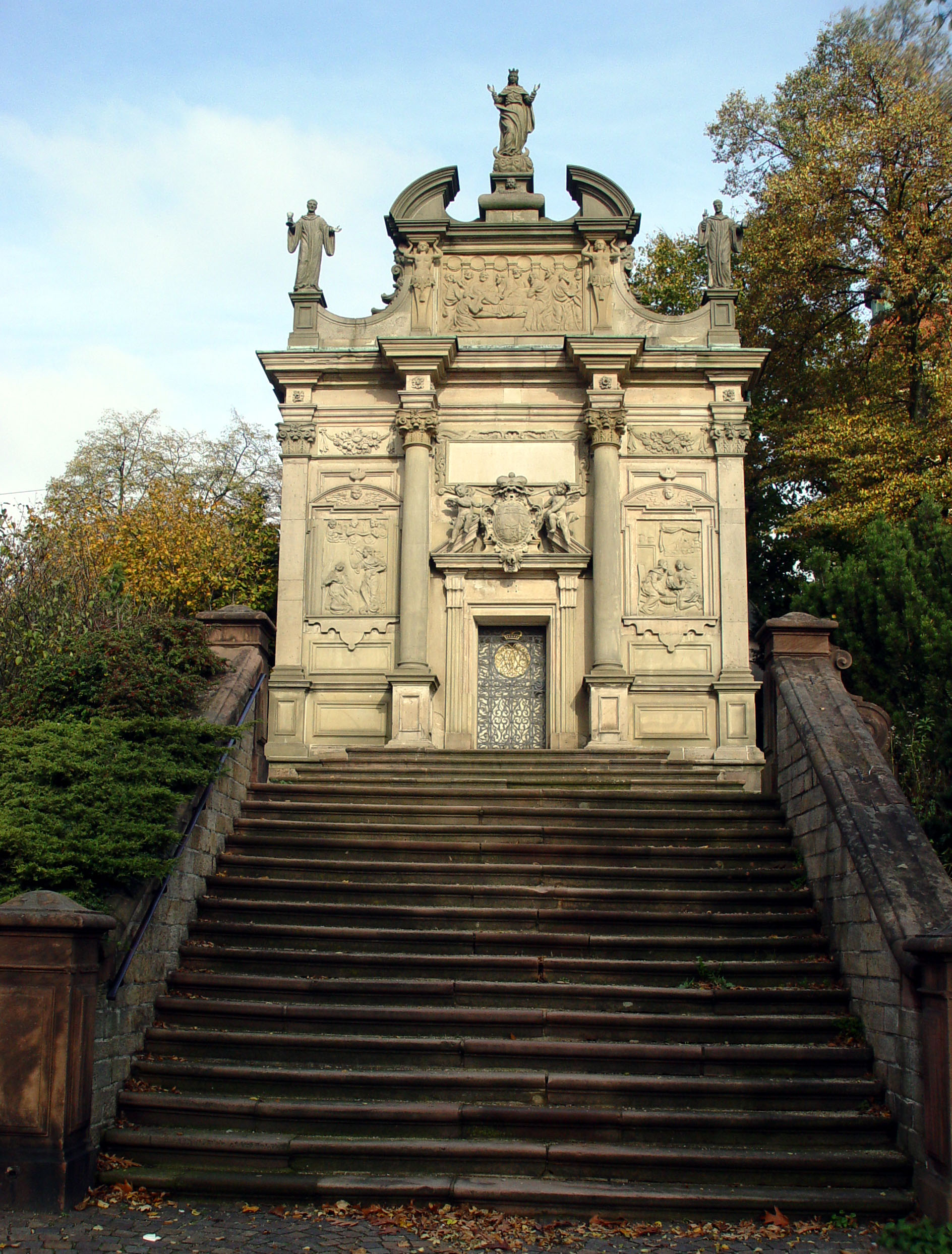
Каплиця Айнзідельн
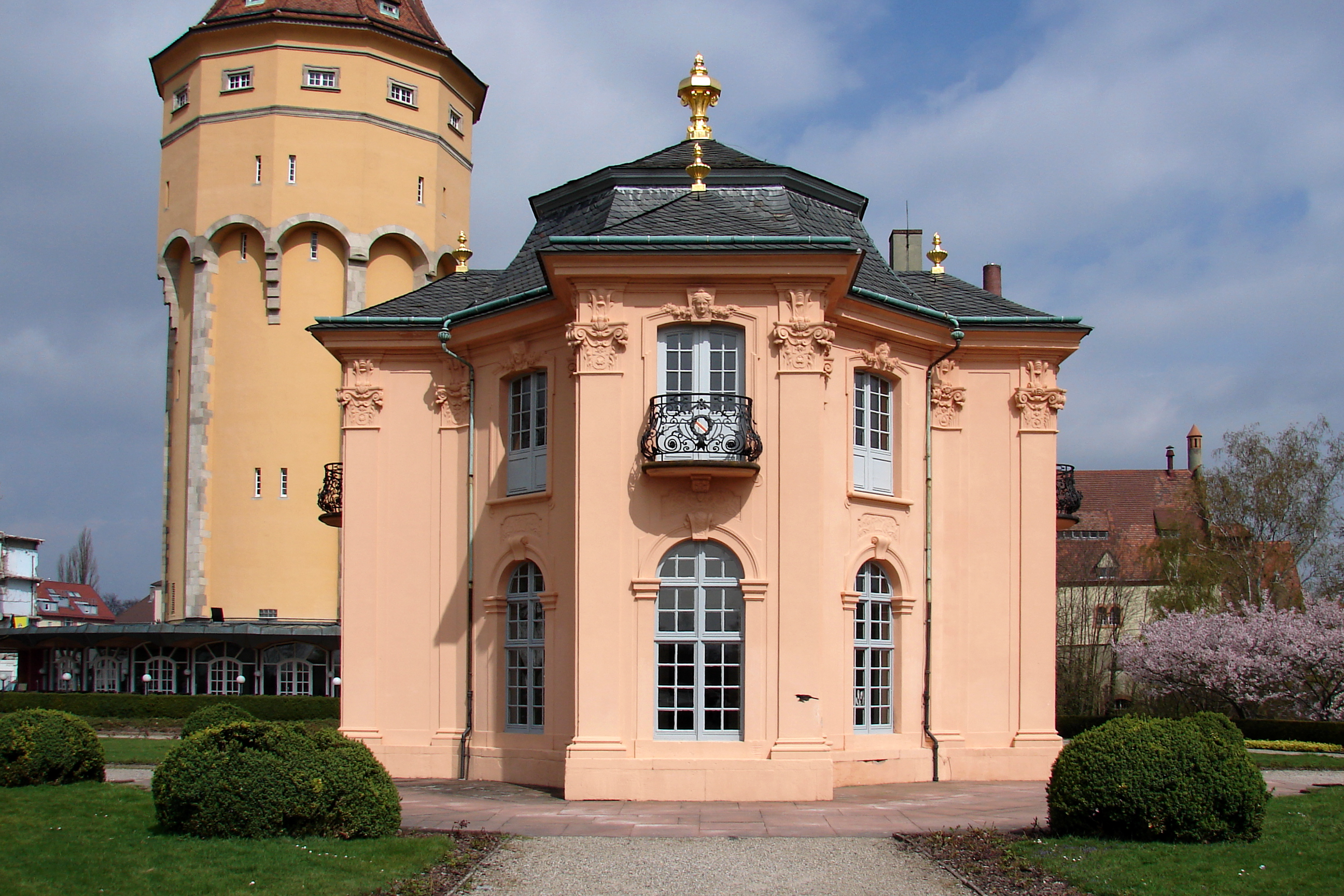
Пагода палацу з водонапірною вежею
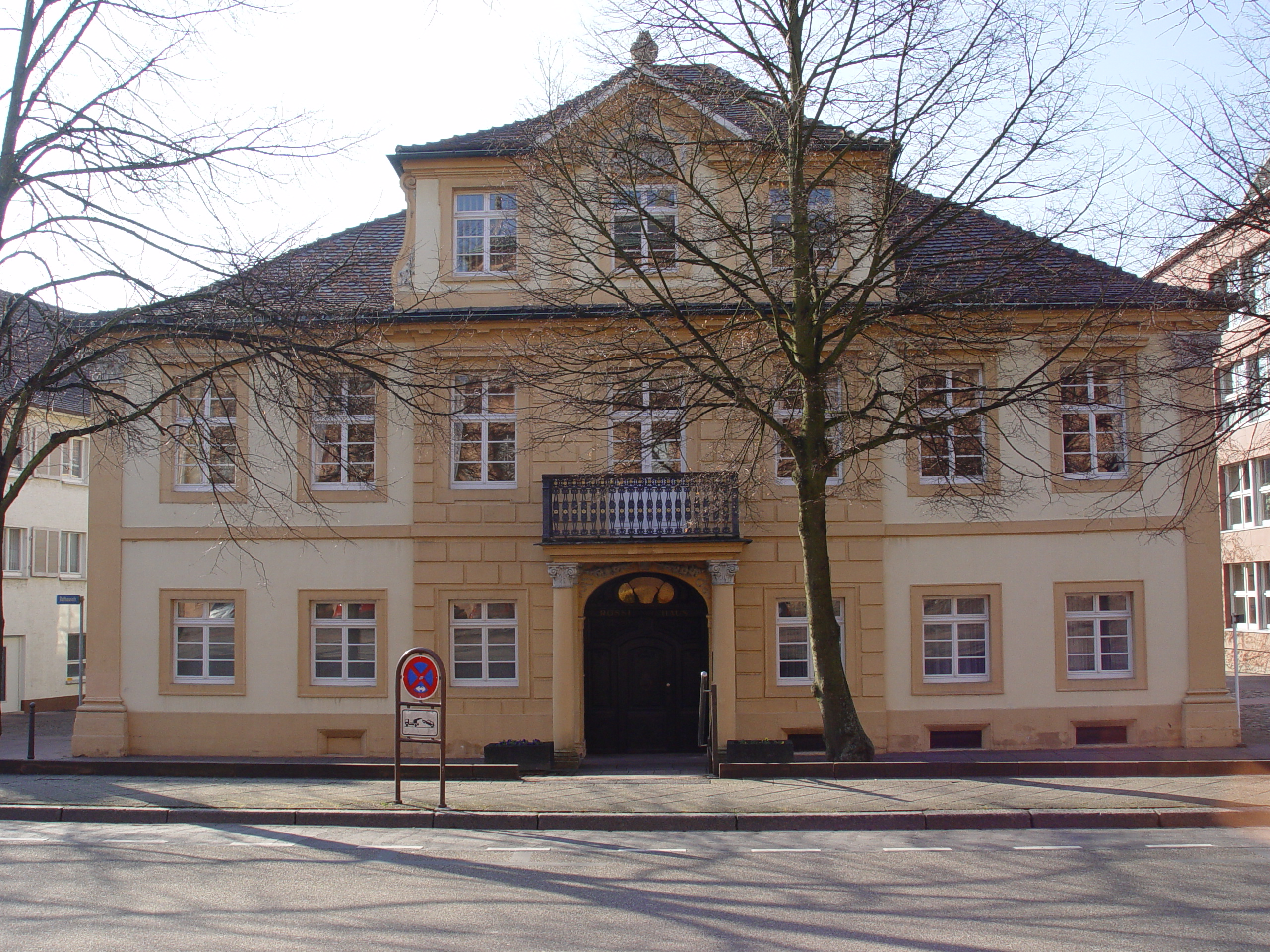
Будинок Россі
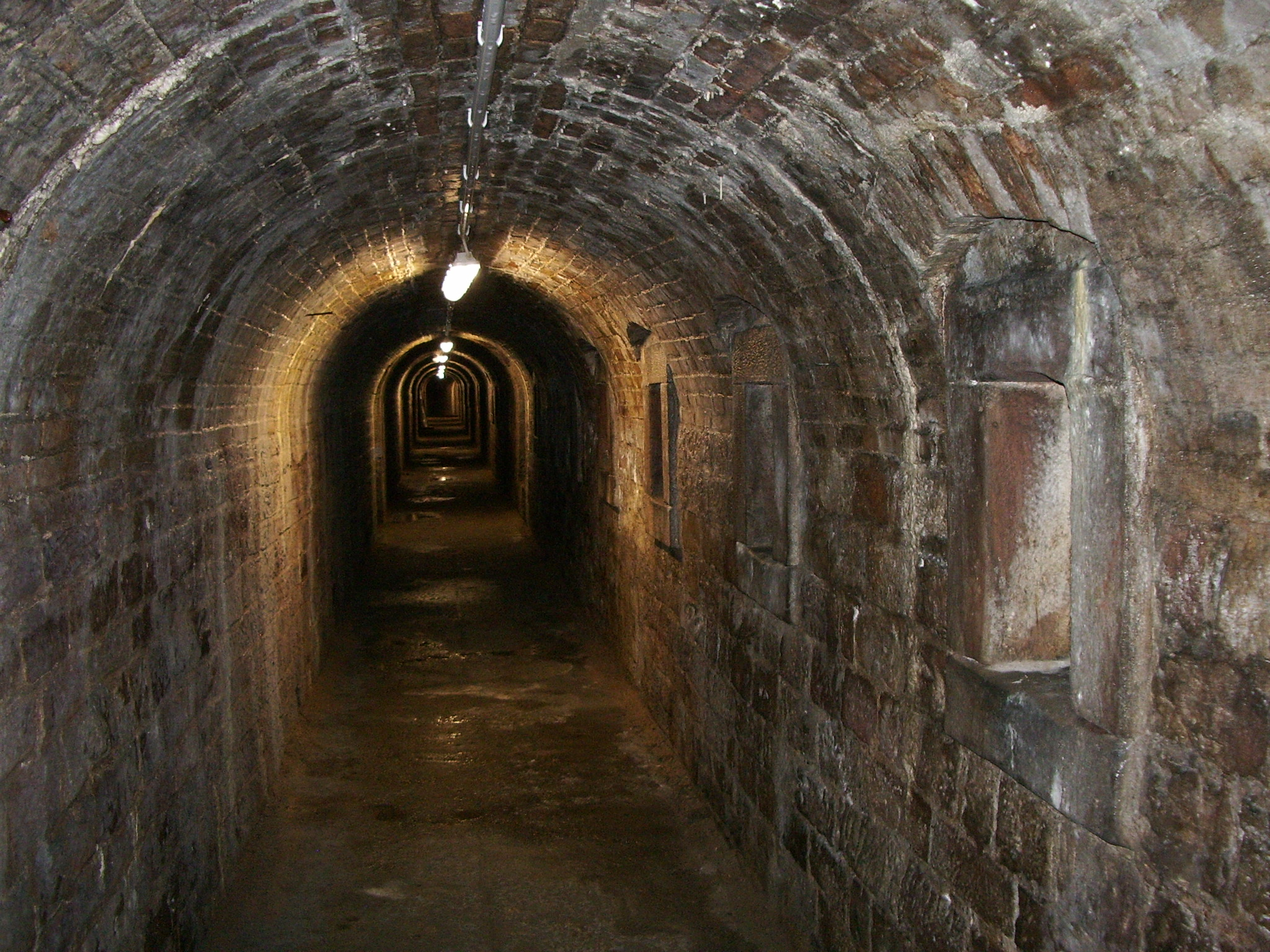
Каземати Раштатської фортеці
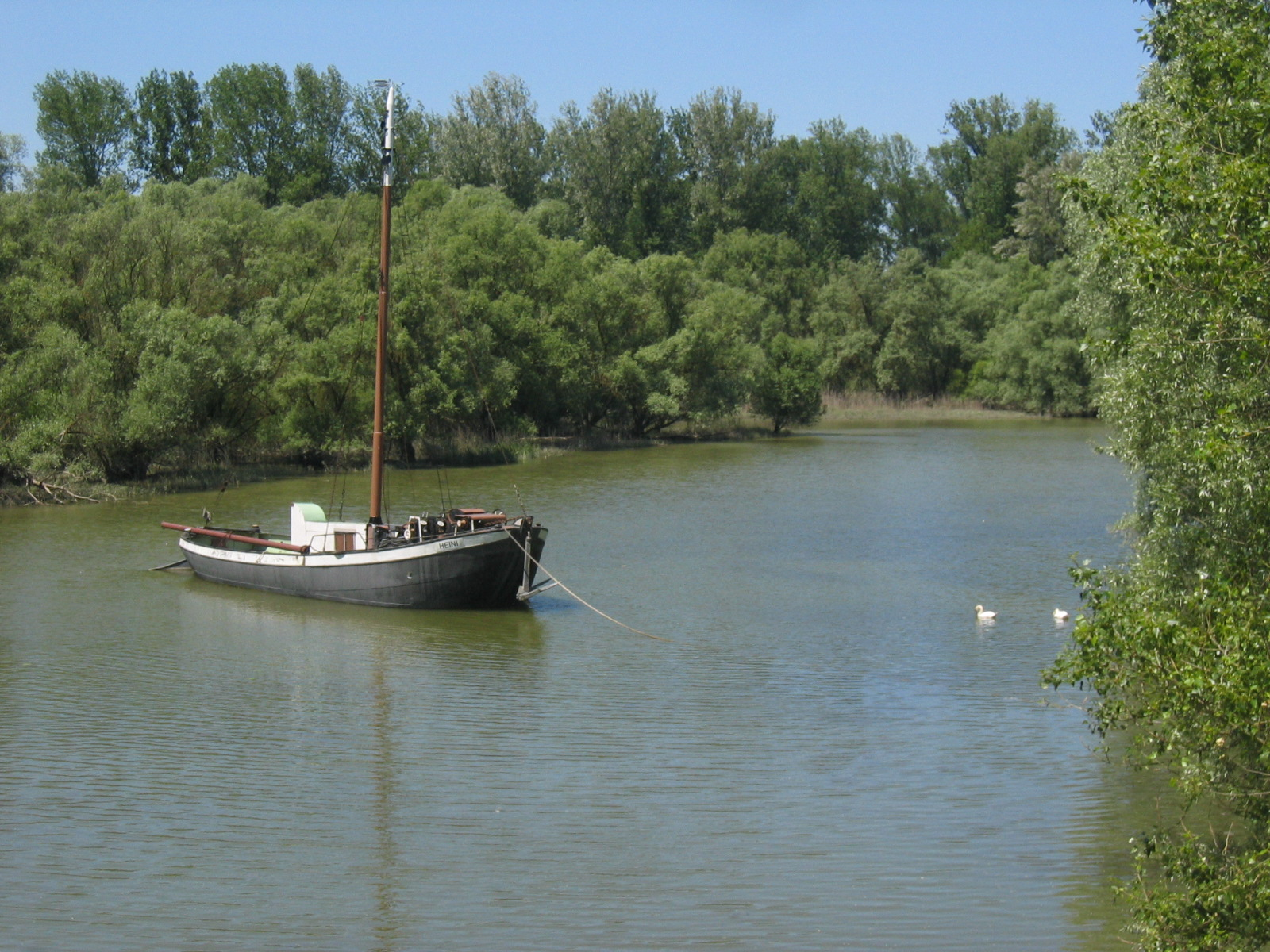
Рибальський вітрильник Heini у заплавах Рейну
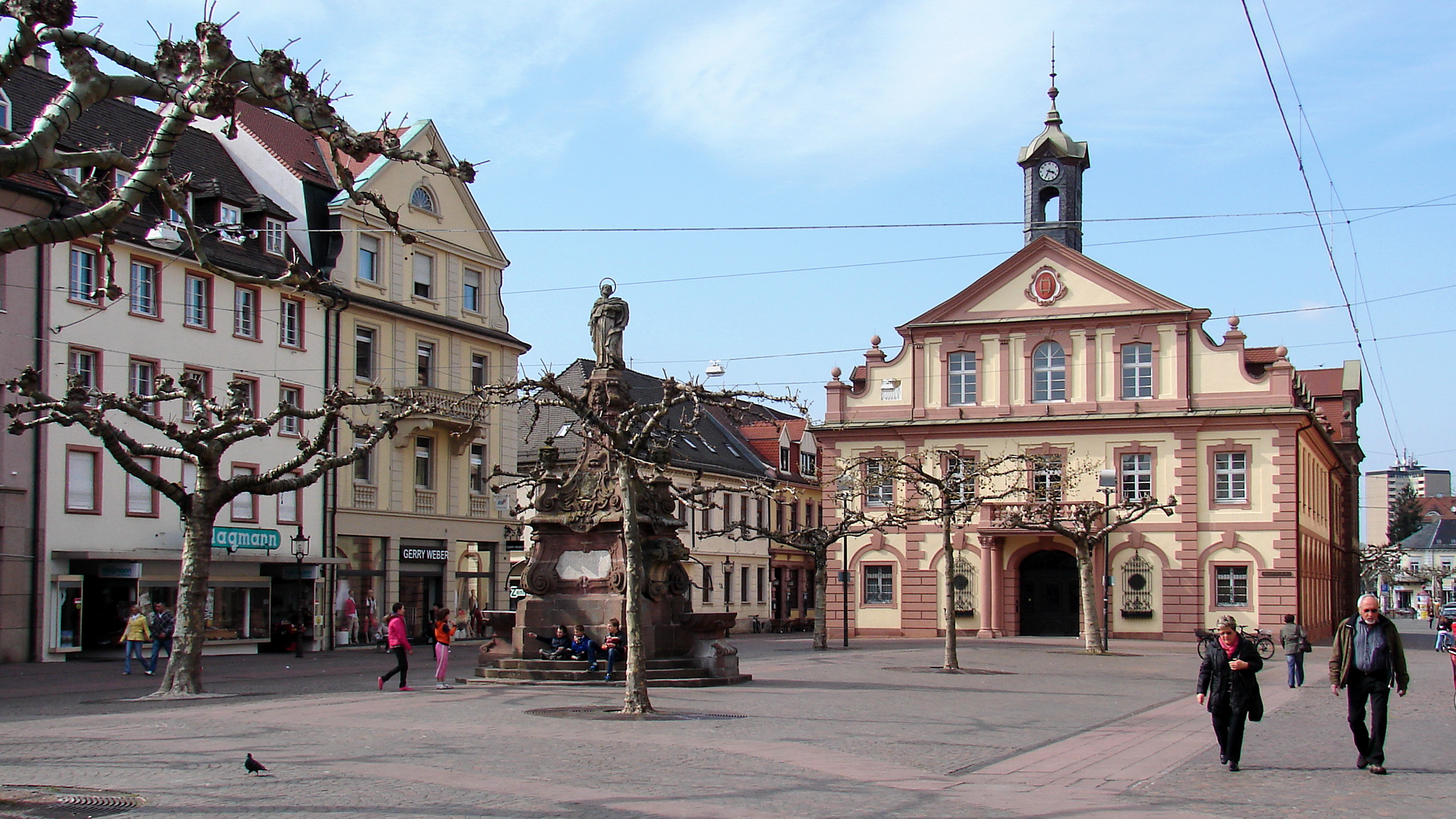
Ринкова площа з ратушею

### Фонтани
- Фонтан Бернарда[de];
- Фонтан Олексія[de];
- Фонтан Йоганна Непомука;
- Фонтан Пфайфера;
- «Загадка Раштата[de]» перед вокзалом;
- «Розгадка Раштатської таємниці» (фонтан Пікассо).

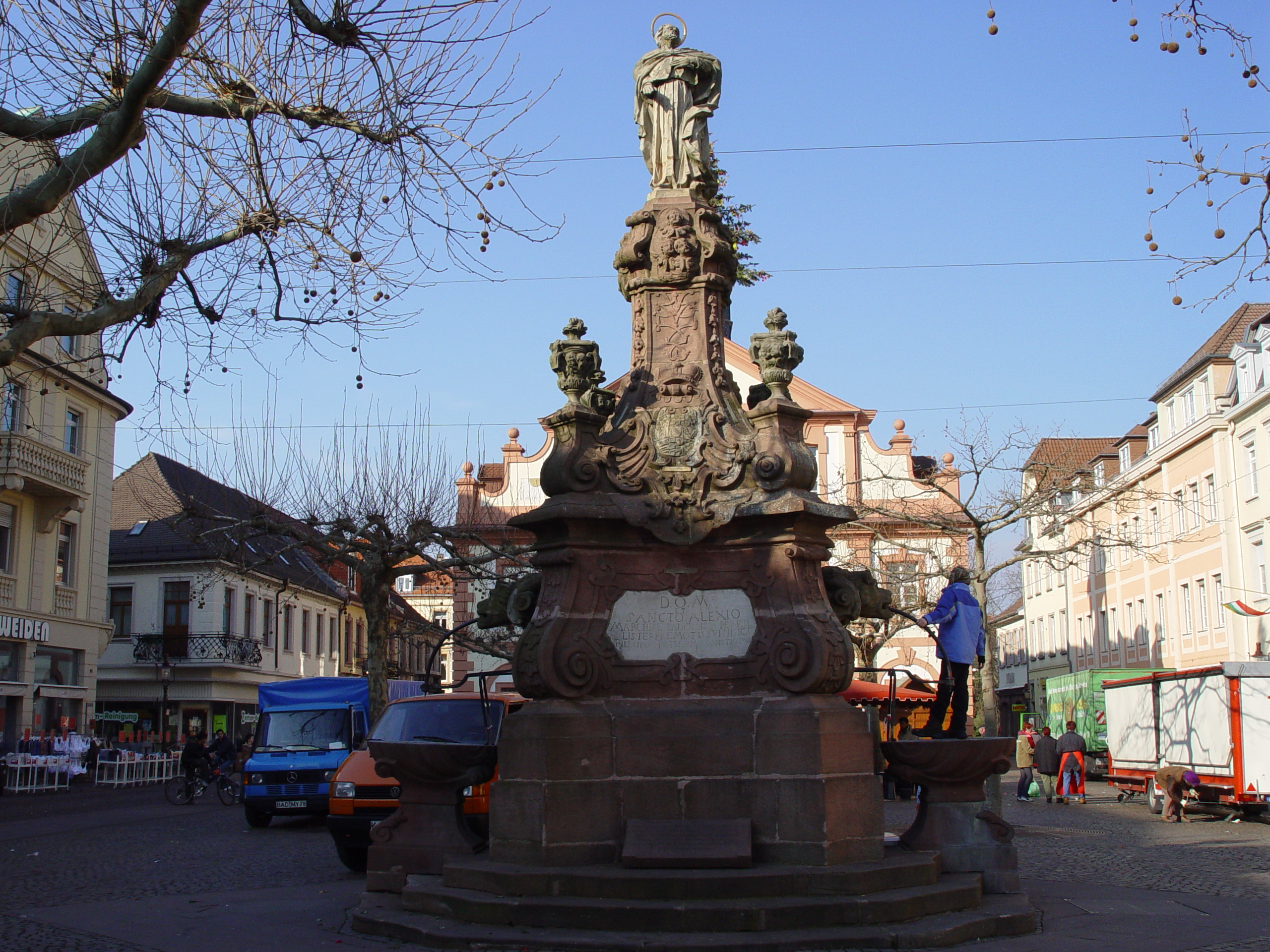
Фонтан Олексія
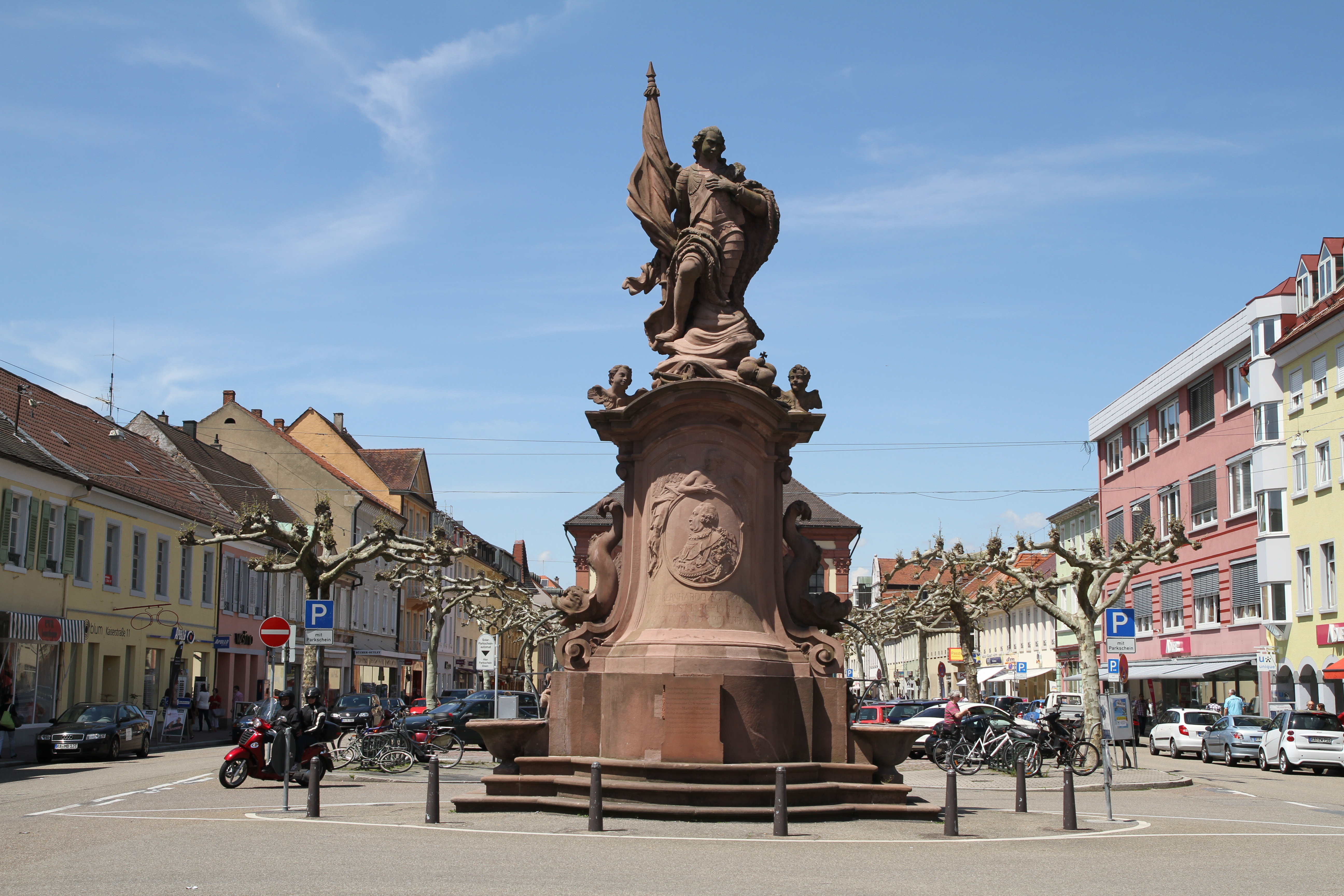
Фонтан Бернарда
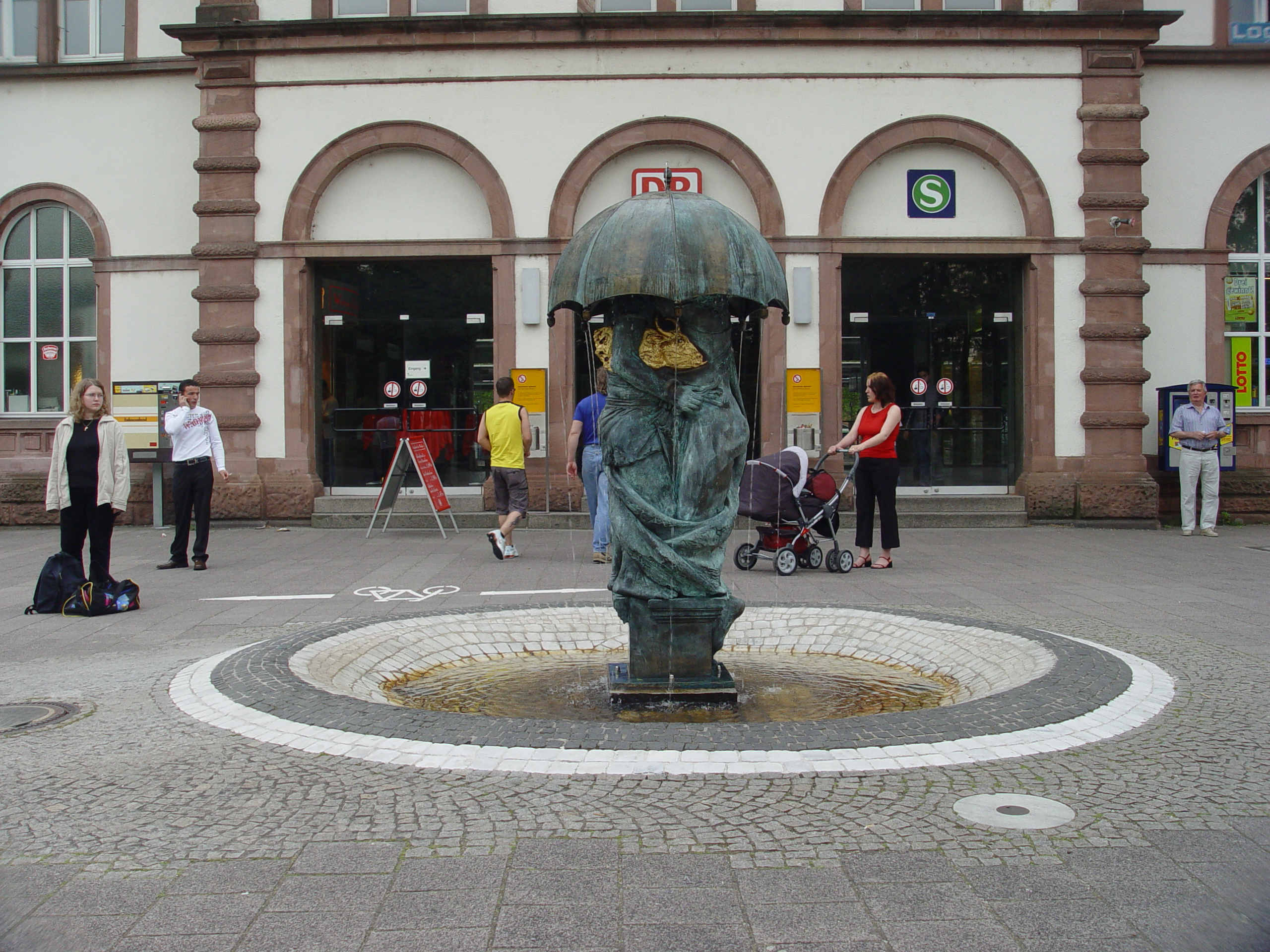
«Загадка Раштата» перед вокзалом

### Театри

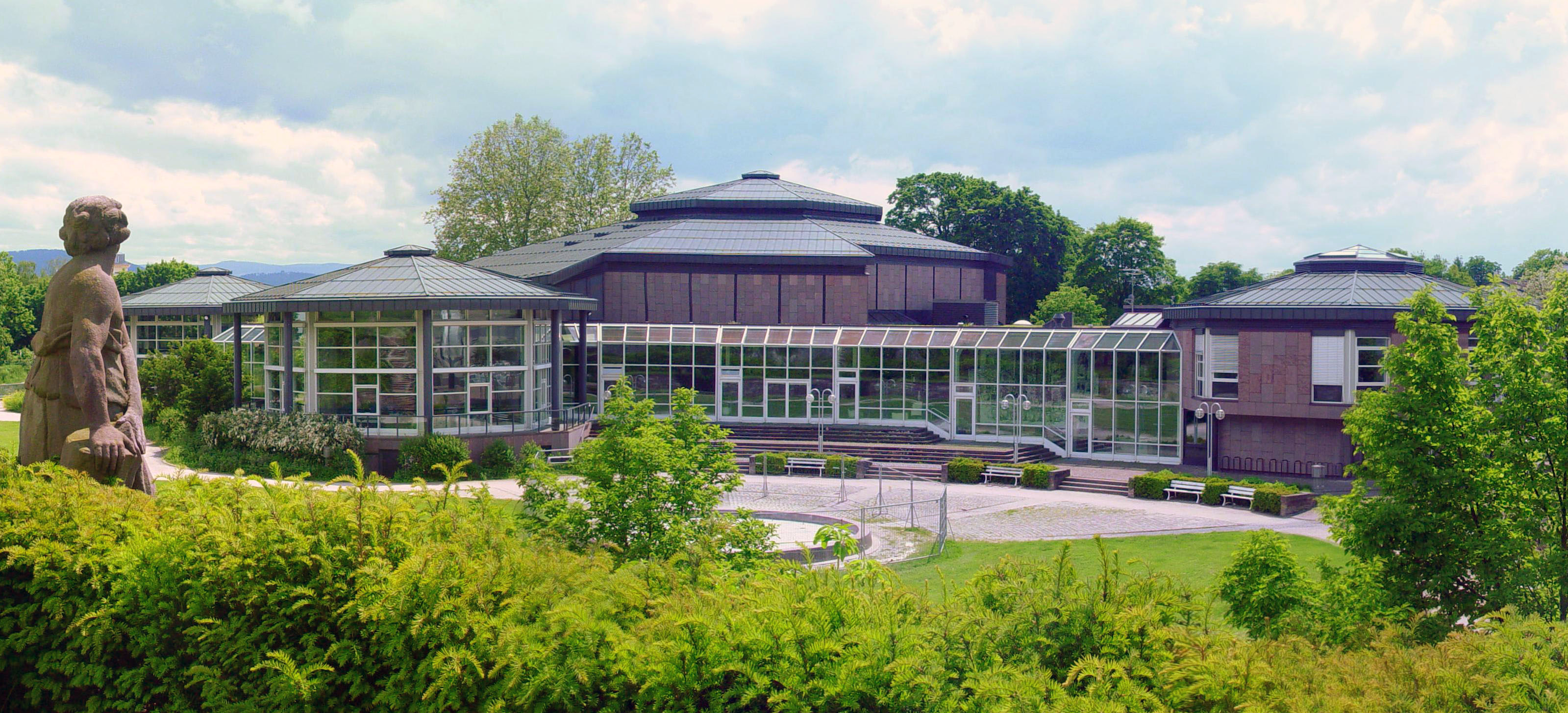
BadnerHalle

BadnerHalle, урочисто відкритий в 1990 р., є центром культурних подій міста, зокрема театральних вистав. 
Є також підвальний театр у Культурфорумі та театр у манежі. 
Крім того, кожні два роки навесні відбувається найбільший міжнародний фестиваль вуличних театрів у Німеччині tête-à-tête. 

### Музеї

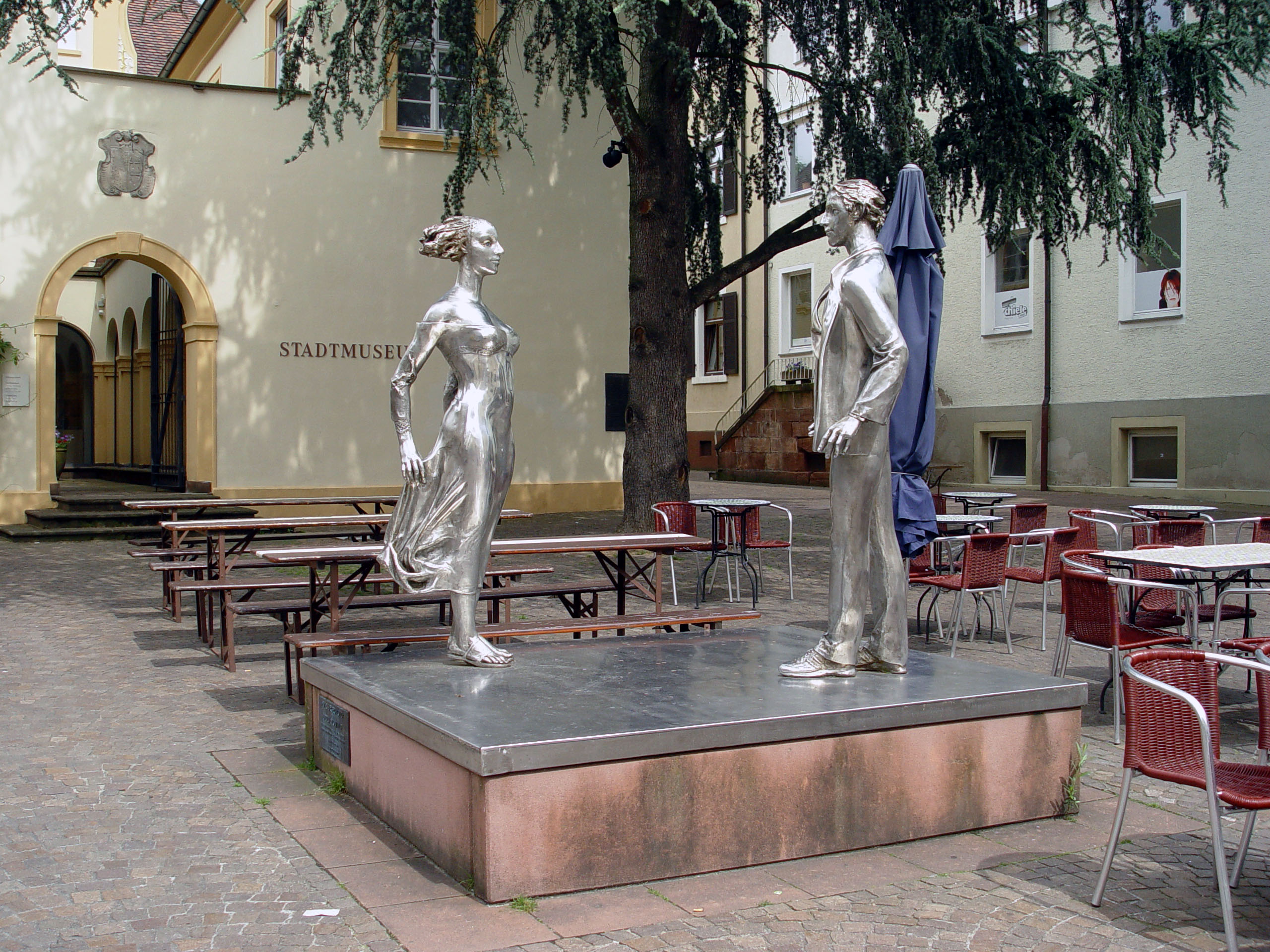
Пам'ятник Зустріч Джуліано Вангі перед міським музеєм

Міський музей присвячений історії міста Раштатт. 
Є також оригінально мебльований старий будинок на Кірхплац 6 і Рідмузойм в Оттерсдорфі.
У палаці знаходиться Меморіал Федерального архіву руху за свободу в історії Німеччини. 
Тут же знаходиться Військово-історичний музей, заснований в 1934 році. 
Муніципальна галерея розташована у Фрухтгалле .
Крім того, можна відвідати каземати. 
З 2009 року в колишньому бункері Westwall діє музей .

### Меморіали
На старому кладовищі «An der Ludwigsfeste» на території лікарні біля замкового парку встановлено валун у пам’ять про 19 революціонерів, розстріляних за судовим рішенням в 1848 році. 
Також є ще два меморіальні камені на честь двох супротивників Гітлера, обидва з яких були вбиті в концтаборі Дахау: Гуго Леві та Карла Гейгеса. 
Пам'ятний камінь у садку для пацієнтів районної лікарні також вшановує пам'ять про першу особу, яка стала міським радником Раштатту. 
На Мурзі в Зайському районі знаходиться камінь убивці посла, який увічнює відповідну історичну подію.
Національного значення має «Меморіал німецьких визвольних рухів», ініційований федеральним президентом Густавом Гейнеманном у будівлі замку (частина Федерального архіву), який дає огляд подій під час загальнонімецької революції 1848/49 рр. і місцевої події Баденської революції.

### Камені спотикання
На середину 2020-х на тротуарах Раштата встановлено 58 каменів спотикання. 
Вони мають на меті вшанувати долю людей у своєму останньому вільно обраному місці проживання, які були вбиті, депортовані, вислані чи доведені до самогубства за часів гітлерізму.

## Табір військовополонених

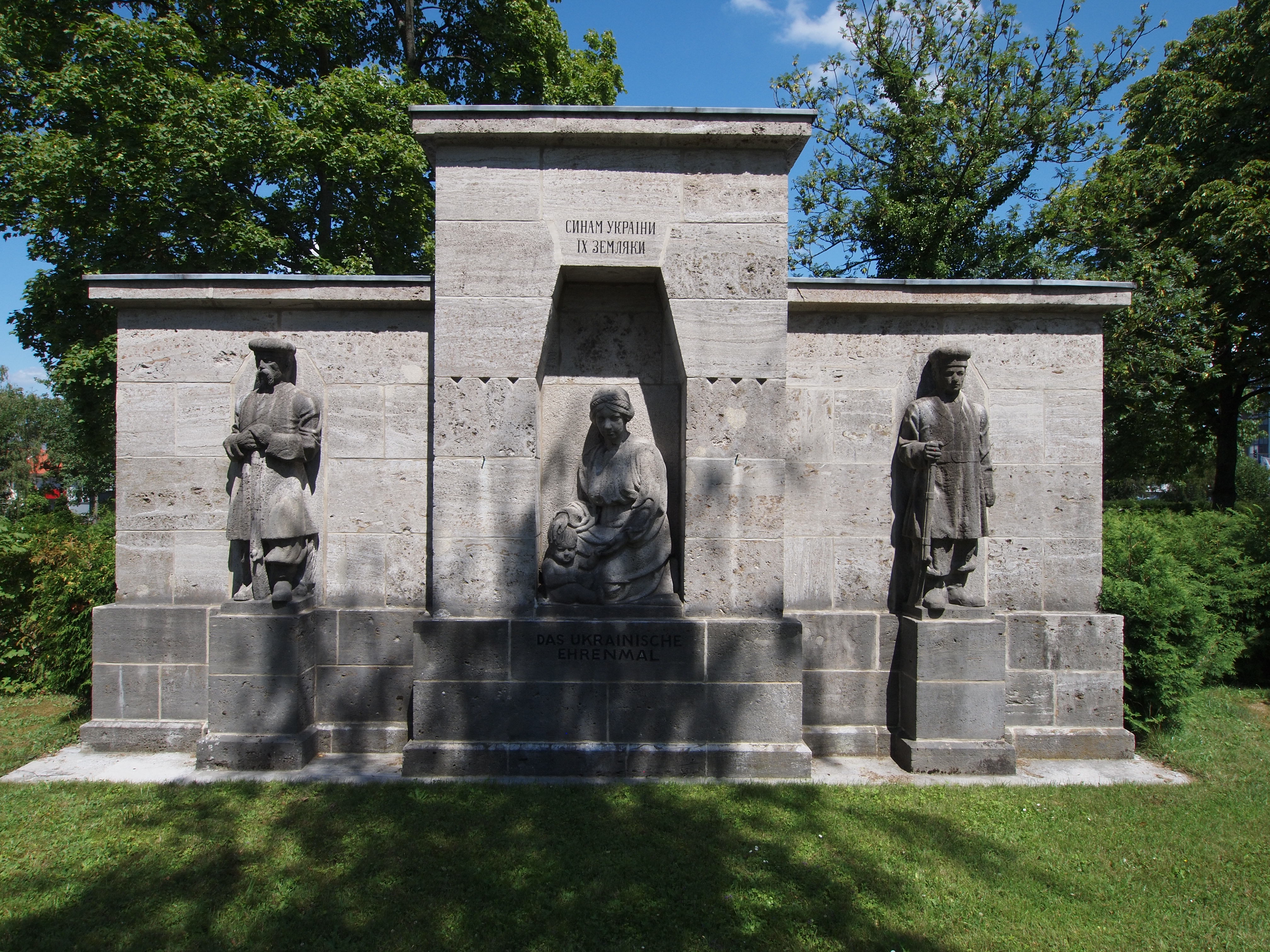
Пам'ятник «СИНАМ УКРАЇНИ ЇХ ЗЕМЛЯКИ»

У 1915—1918 тут функціював табір полонених вояків-українців зі складу російської армії, серед яких заходами Союзу Визволення України провадилась просвітня й національно-освідомча робота. У Раштаті організувалися перші відділи синьожупанників; видавалась таборова газета «Розсвіт». На цвинтарі Раштату було споруджено пам'ятник померлим полоненим українцям (проект М. Паращука).

## Персоналії
- Вільгельм Штеммерман (1888—1944) — німецький воєначальник, генерал артилерії вермахту.